# I ragazzi irresistibili (film 1996)
I ragazzi irresistibili è un film tv di John Erman del 1996 con Peter Falk e Woody Allen, tratto dall'omonima commedia teatrale di Neil Simon che cura anche la sceneggiatura.
La commedia aveva già avuto una trasposizione cinematografica con Walter Matthau e George Burns.
In questa edizione televisiva il doppiaggio italiano di Woody Allen fu affidato a Giorgio Lopez. Uno dei rari casi in cui l'attore non ha la voce di Oreste Lionello.